# ニールス・イェルネ
ニールス・カイ・イェルネ（Niels Kaj Jerne、1911年12月23日 - 1994年10月7日）はロンドン生まれのデンマークの免疫学者。1984年に免疫制御機構に関する理論の確立とモノクローナル抗体の作成法の開発により、ジョルジュ・J・F・ケーラー、セーサル・ミルスタインと共にノーベル生理学・医学賞を受賞した。

## 来歴
彼の先祖はファノ島というデンマーク西部にある小さな島に住んでいたが、1910年、彼の両親はロンドンへ引っ越し、1911年に彼が生まれた。第一次世界大戦中、彼の両親はオランダへ引っ越し、彼は子供の時期をロッテルダムですごした。ライデン大学にて2年間物理学を勉強した後ドロップアウトし、コペンハーゲンへ引っ越し、コペンハーゲン医科大学に入学。研究の対象を医学分野へと変更、在学中の1935年に初めの妻チェックと結婚。2児を儲ける。イェルネは、妻と共に遊興の日々を送り、経済的には実家からの仕送りに依存した。1942年コペンハーゲン医科大学を卒業し、医学の学位を得た時には30歳を越えていた。
1946年には彼の派手な女性関係がもとで、妻のチェックが自殺。妻も他の芸術家と不倫を重ねていた。
1943年から1956年まで、デンマーク国立血清研究所の研究員を務め、この時にジフテリアの抗毒素の理化学的性質についての著名な業績を残した。仕事の帰り道、自転車でコペンハーゲンのLangebroを横切っているときにこの画期的な科学的な考えを思いついたと言われている。この抗体形成の理論により、国際的に評価され、1956年にはジュネーヴにある世界保健機関にて働くようになる。ここでは生物学的標準品のセクション及び免疫学のセクションの責任者を務めた。6年間世界保健機構にて働いた後、アメリカ合衆国に渡り、ピッツバーグ大学にて微生物学の教授及び微生物学部の主任教授として4年間働く。（1962年以降も、免疫学のExpert Advisory Panelのメンバーとして世界保健機構での仕事は続ける。）
1966年、ヨーロッパに戻り、フランクフルトのフランクフルト大学の実験的治療の教授を務める。1969年にスイスのバーゼルにあるバーゼル免疫学研究所にて所長を務める。1980年に引退。

## 受賞歴
- 1970年 ガードナー国際賞
- 1982年 パウル・エールリヒ&ルートヴィヒ・ダルムシュテッター賞
- 1984年 ノーベル生理学・医学賞

## 栄典等
彼は、現代の免疫学の大家として歓迎され、多数の名誉博士号を受け、多くの学会の会員となっている。
- 名誉博士号
  - 1972年 シカゴ大学
  - 1978年 コロンビア大学
  - 1979年 コペンハーゲン大学
  - 1981年 バーゼル大学
  - 1983年 エラスムス大学（ロッテルダム）
- 学会会員
  - 1967年 アメリカ芸術科学アカデミー外国人名誉会員
  - 1969年 デンマーク王立科学文学アカデミー会員
  - 1975年 米国科学アカデミー外国人会員
  - 1980年 ロンドン王立協会フェロー[1]
  - 1981年 フランス科学アカデミー会員